# Die Jugend des Königs Henri Quatre

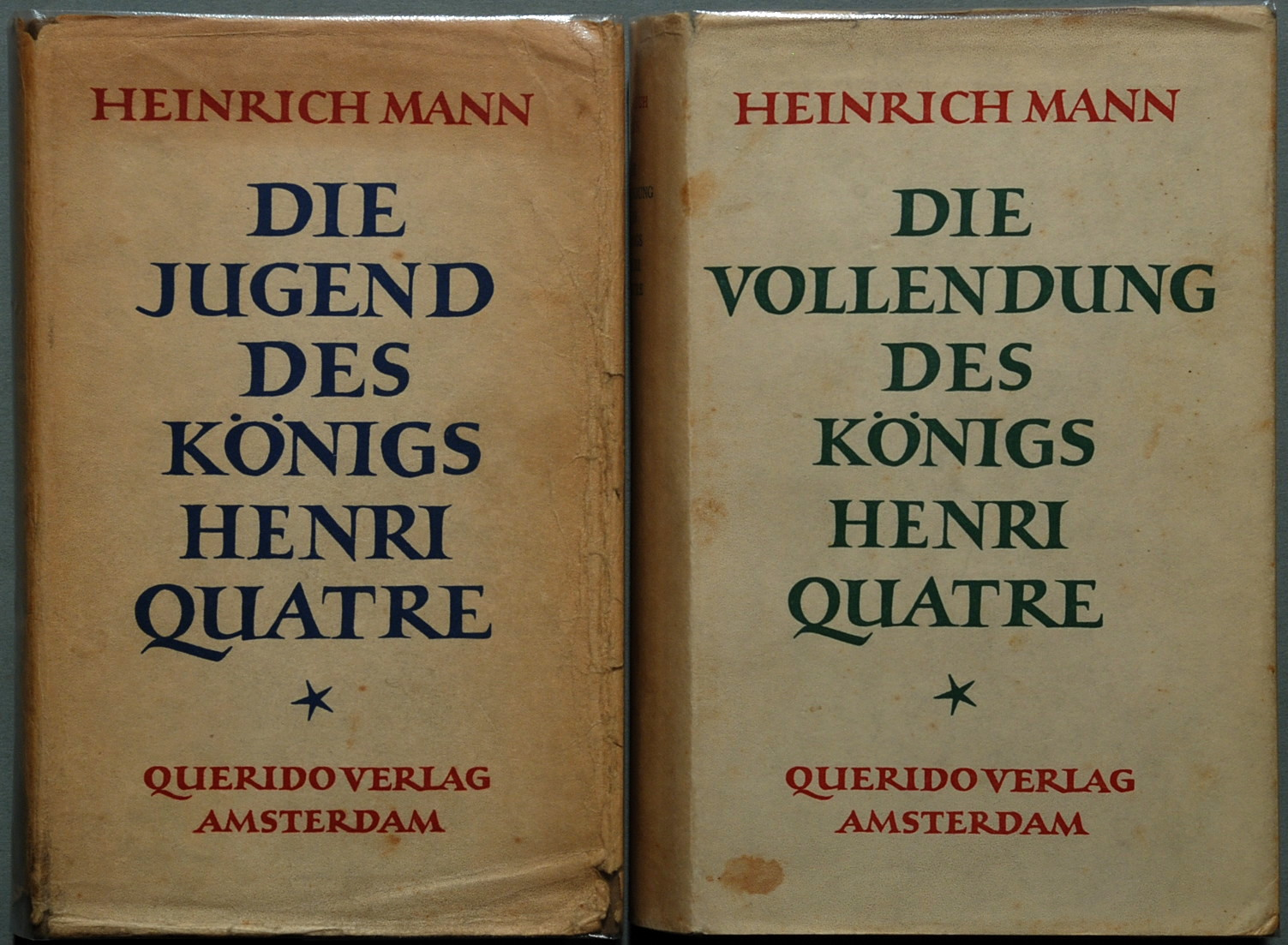
Schutzumschläge der Erstdrucke

Die Jugend des Königs Henri Quatre ist der 1935 veröffentlichte erste Band der beiden Romane Heinrich Manns über den französischen König Heinrich IV. Ihm folgte 1938 der zweite Band Die Vollendung des Königs Henri Quatre. Sie gelten zusammen als ein bedeutendes Werk Heinrich Manns.

## Hintergrund
Die geistigen Grundlagen der Romane reichen mindestens bis zum Essay Geist und Tat aus dem Anfang des 20. Jahrhunderts zurück. Des Weiteren spielen Ideen und Gedanken von Friedrich Nietzsche und Immanuel Kant eine herausragende Rolle. Schließlich handelt es sich bei diesen Romanen um archetypische Vertreter der deutschen Exilliteratur während des Dritten Reiches. Im Versuch, sein deutsches Vaterland geistig mit seinem französischen Exil zu vereinigen, fügte Heinrich Mann an entscheidenden Stellen des deutschsprachigen Textes sogenannte „moralités“ ein, zusammenfassende Schlussfolgerungen in klassischem Französisch.

## Entstehung
Der in Frankreich entstandene, von französischem Geist und französischer Lebenslust völlig durchdrungene, zweiteilige Roman handelt von der Jugend, dem Aufstieg, der Regierung und dem Ende König Henri IV. von Frankreich. In diesen Büchern hatte Heinrich Mann mutmaßlich sein innerstes Lebensgefühl wie die Freude an den guten Dingen des Lebens, an Schönheit, Freundschaft, fleischlicher Liebe, gutem Essen, ehrlicher Arbeit und gebildeter Unterhaltung in einer von jugendlichem Schwulst befreiten und zu schlichter Prägnanz geläuterten Sprache ausgedrückt und wie ein Vermächtnis der Nachwelt hinterlassen. Der Roman ist zugleich eine Liebeserklärung an Frankreich. Die beiden Romane über das Leben Heinrichs von Navarra enthalten als historischer Roman zahlreiche Einzelheiten aus der französischen Geschichte des späten 16. Jahrhunderts. Unter anderem werden in dramatischen Bildern die Ereignisse der Bartholomäusnacht und der Belagerung von La Rochelle (1573) geschildert. Dabei gelang es Heinrich Mann, die Einzigartigkeit einer Situation und ihre spezifische Atmosphäre mit wenigen treffenden Worten so darzustellen, dass der Leser sich unmittelbar in das Geschehen hineingezogen fühlt und die Handlung emotional miterlebt. Beim Auftreten des intriganten Herzogs von Guise, der mit militärischem Gepränge hoch zu Ross in Paris einzieht, beschreibt Heinrich Mann die Begeisterung der von den Agitatoren der Katholischen Liga aufgeputschten jubelnden Menge mit schlichten Momentaufnahmen und den abschließenden emphatischen, in Wahrheit sarkastischen Worten „Stiefel, die vom Pferd hängen, darf man einfach küssen“. So erfährt der Leser mit wenigen Worten, was aus Sicht des Autors von dem Charakter des Herzogs von Guise und seinen politischen Absichten zu halten ist.

## Inhalte
Die Romane selbst spielen auf drei Zeitebenen. Erstens auf der Ebene des Erzählten im Zeitalter der Renaissance und der Religionskriege in Frankreich, zweitens im Zeitalter der Aufklärung durch die zahlreichen Anspielungen auf die Vernunft und die Forderungen nach Menschlichkeit, und drittens weisen weitere zahlreiche Szenen auf die Zeit der Entstehung im französischen und amerikanischen Exil. Die Erzählebene lehnt sich an verschiedene historische Darstellungen an und hält sich im Großen und Ganzen an den Verlauf der historischen Ereignisse wie die Bartholomäusnacht, die diversen Religionswechsel von Heinrich IV., die Verbindung zum Hause Medici, das Edikt von Nantes und die Ermordung Heinrichs IV.

### Verweise und Beispiele
Die Verweise auf die Ideale der Vernunft und damit auf die Aufklärung kommen beispielsweise an folgenden Stellen zum Ausdruck. In dem Abschnitt „Mit dem Kopf nach unten“ überlegt Henri seine Fluchtpläne und sagt: „Es sollte aber entscheiden mein Verstand, und wo hatte ich ihn?“ (Jugend, Mit dem Kopf nach unten); später heißt es vom Erzähler „Das Leuchten seiner Rede (von Mornay, einem Verbündeten Henris) aber war erhalten geblieben in Henri. Denn es ist die Erkenntnis ein Licht und wird ausgestrahlt von der Tugend. Schurken wissen nichts.“ (Jugend, Mornay oder die Tugend). Gegen Ende des Romans heißt es dann „Meine Sache wurde zu der Stunde, dass die Völker leben sollten und sollten nicht statt der lebendigen Vernunft an bösen Träumen leiden in dem aufgedunsenen Bauch der universalen Macht, die sie alle verschluckt hat. Dies ist die wahre Herrschaft meines Großen Plans. Nicht sehr realistisch; nüchtern wird endlich jede Erleuchtung. Jetzt bringt Herr Grotius (Henris Justizminister) sie in Paragraphen und Herr Rosny (Henris Finanzminister) rechnet sie aus.“ (Vollendung, Vaterfreuden). Diese hohe Einschätzung der Vernunft beeinflusst zeitweise auch maßgeblich die Sicht auf den Faschismus wie „Das totale Ungeheuer besteht, ganz im Grunde, aus höchstens einem Zehntel Wütender und einem Zehntel Feiglinge. Zwischen diesen beiden Menschenarten – nichts.“ (Jugend, Zweites Buch Samuelis, Kapitel I, Vers 19 und 25).
Die Verweise auf die reale Ebene und Heinrich Manns herausragende Position innerhalb der verschiedenen Gruppierungen des Exils wird unter anderem an folgender Stelle deutlich, als ein Gesandter Henris in England eintrifft und von der Bartholomäusnacht erzählt. Dort gibt es einige mögliche Parallelen zu Erlebnissen, die einigen Exilanten so oder ähnlich passiert sein mögen. Zu den unmenschlichen Exzessen in der Bartholomäusnacht sagte eine Frau, deren Name nicht genannt wird, die aber von den Geschehnissen hört: „Gewiss ist alles geschehen, wie Sie es berichten, aber sehr weit von hier. Ich kenne keine einzige Frau, die so verrückt wäre, Blut zu saufen.“ (Vollendung, Das Mysterium des Unrechts). Das ist die Ungläubigkeit, die Exilanten gelegentlich vorfinden, wenn sie von den Geschehnissen einer Gewaltherrschaft berichteten.
Mornay, der Gesandte Henris, oder der Erzähler kommentieren „Erfahrungen, die scheinbar die ganze Welt aufbringen sollen, so furchtbar sind sie und schreien zu Gott so laut: schon hundert Meilen weiter, es ist dieselbe Christenheit, machen sie höchstens soviel Aufsehen wie eine Erfindung, und die könnte besser sein.“ (Vollendung, Das Mysterium des Unrechts).

## Kritik
Im Roman scharen sich zahllose Personen um die Hauptfigur Henri, die diese vor allem näher beleuchten. Henri ist aber keineswegs nur positiv dargestellt. Er ist ein Lernender, der sich seinen Gefühlen, der Liebe hingibt und der eine humanistische Grundeinstellung hat. Henris Humanismus, Großzügigkeit, Gerechtigkeit und Menschlichkeit sind wesentliche Züge, die in vielen Szenen dargestellt sind. Und in diesen Geschichten scheint die intensive Beschäftigung mit menschlichen Charakteren anhand der Psychologie Nietzsches wie schon im Frühwerk immer wieder hervor. Die Erzählhaltung ist dabei gelegentlich pittoresk, einige Szenen sind überzeichnet und bilden ein Kaleidoskop eines Lebens, das sich einer Guten Sache – auch der Titel eines Essays – verschreibt.

„[Es sind] Romane eines wahren Volksführers, eines Humanisten, Dieners der Gerechtigkeit und Verehrers der Vernunft (als Gegenstück zum Untertan mit seinen negativen Zügen des wilhelminischen Geistes). Er tritt für ein neues Europa ein.“

## Ausgaben
- Heinrich Mann: Die Jugend des Königs Henri Quatre. 2. Auflage. Fischer Klassik, Frankfurt am Main 2012, ISBN 978-3-596-90151-7.
- Heinrich Mann: Die Jugend des Königs Henri Quatre. Vollständige Neuausgabe. LIWI Verlag, Göttingen 2021, ISBN 978-3-96542-426-5.[2]
- Heinrich Mann: Die Vollendung des Königs Henri Quatre, Fischer Klassik, Frankfurt am Main 2010, ISBN 978-3-596-90161-6.